# Oberhausen, Weilheim-Schongau
Oberhausen är en kommun och ort i Landkreis Weilheim-Schongau i Regierungsbezirk Oberbayern i förbundslandet Bayern i Tyskland.
Kommunen ingår i kommunalförbundet Huglfing tillsammans med kommunerna Eberfing, Eglfing och Huglfing.